# Пісні Мальдорора
«Пісні Мальдорора» (фр. Les Chants de Maldoror, 1869) — твір французького письменника Лотреамона, написаний у формі поеми в прозі. 
Включає шість пісень, головним героєм яких є цинічно налаштована демонічна істота, яка ненавидить Бога та людство. «Пісні Мальдорора» високо оцінювались відомими сюрреалістами початку XX століття.
«Пісня перша» без зазначення імені автора була випущена окремою книгою в серпні 1868 року паризьким видавцем Балиту. Восени Лотреамон відправляє відредагований варіант на літературний конкурс в Бордо, і в січні 1869 року вона з'являється в молодіжному збірнику «Аромати душі».
Навесні 1869 Лотреамон провів переговори з бельгійським видавцем Альбером Лакруа, який потім після прочитання твору наказав негайно затримати видрукуваний влітку 1869 року тираж книги. У жовтні твір потрапив під заборону у Франції, будучи включеним в «Щоквартальний бюлетень публікацій, що вийшли за кордоном і заборонених у Франції».
Після смерті Лотреамона Альбер Лакруа продав права на текст брюссельському видавцеві Жану-Батисту Розе. У 1874 році той випустив книгу, але вона не викликала читацького інтересу, проте в середині 80-х років книга привернула увагу членів літературної групи «Молода Бельгія» (La jeune Belgique), в яку входили Макс Валлер, Іван Жількен, Альбер Жиро, Еміль Верхарн та інші. Учасники групи потім відправили книгу до Франції, де згодом в 1920 році «Пісні» були перевидані з передмовою Ремі де Гурмона. Завдяки зусиллям ряду французьких письменників твір отримує широку популярність.
Повного перекладу творів Лотреамона українською ще не зроблено. Уривки з Лотреамона перекладала Світлана Жолоб.

## Образ Мальдорора
Перша згадка про Мальдорора (Пісня 1, Епізод 3)
«Наразі скажу декілька слів про те, яким добрим і щасливим був Мальдорор в перші, безхмарні роки свого життя, — ось ці слова вже й озвучені. Але невдовзі він помітив, що з якоїсь фатальної примхи долі був створений злим. Протягом багатьох років в міру сил приховував він свою натуру, але це тривале, неприродне напруження призвело до того, що йому стала щодня скаженно кидатись в голову кров, так що нарешті, не витримавши цієї муки, він цілком віддався злу… і почав дихати на повні груди у рідній стихії!»
Невдала спроба засміятися (Пісня 1, Епізод 5)
Мальдорор: «Я бачив людей, і всі вони, всі до єдиного, кволі та жалюгідні, всі тільки й роблять, що витворяють одну безглуздість за іншою та старанно розбещують й отупляють собі подібних. Дивлячись цю комедію, я хотів розсміятися, як сміються інші, але, незважаючи всі старання, не зміг — виходила лише вимучена гримаса. Тоді я взяв гострий ніж й надрізав собі куточки рота з обох сторін. Я було подумав, що досяг бажаного. І, підійшовши до дзеркала, дивився на понівечений моєю ж рукою рот. Але ні! Кров так цебеніла з ран, що спочатку було взагалі нічого не розгледіти. Коли ж я придивився краще, то зрозумів, що моя посмішка зовсім не схожа людську, інакше кажучи, засміятися мені так і не вдалося».
Декілька слів щодо походження Мальдорора (Пісня 1, Епізод 8)
Мальдорор: «Якщо вірити тому, що мені говорили, я — син чоловіка та жінки. Дивно … Мені здавалося, що я не настільки низького походження. А втім, яка різниця? Будь на те моя воля, я б і зовсім волів бути сином ненажерливої, як смерч, акули і кровожерного тигра — тоді в мені було б менше злоби. Бо, коли грозовими ночами я, самотній, як валун посеред великої дороги, з палаючими очима і волоссям, що розвивається по вітру, наближаюся до осель людей, то закриваю жахливе своє обличчя оксамитовою хусткою, чорною, як сажа в трубі, щоб чиї-небудь очі не побачили каліцтва, яким з усмішкою торжествуючої ненависті затаврував мене Всевишній».
Заповіт Мальдорора (Пісня 1, Епізод 10)
Мальдорор: «Нехай у мій останній час (а я пишу ці рядки на смертному одрі) навколо мене не буде ніяких духовних пастирів. Посеред ревучого моря або стоячи на вершині гори хочу я померти… але не зверну очей до неба: навіщо? — Я знаю, мені судилося згинути навіки. Чи не тому, що я перевершую вас всіх в жорстокості, проти якої я та сам безсилий, бо вона вроджена, — Чи не тому ви простяглися переді мною у попелі? на жаль, я помилився, моя хвороба була лише скороминущою, і я з великим жалем повертаюся до життя».
Возлюби ближнього свого (Пісня 2, Епізод 5)
Мальдорор: «Чи можливо, щоб я перейнявся любов'ю і жалістю до людини? Та ніколи! Тільки-но з'явившись на світ, я поклявся у вічній ненависті до людей. Бо вони ненавидять мене! Швидше перевернеться світ, швидше гірські кряжі зрушать з місця і лебедями попливуть по лона вод, ніж я оскверню дотиком до людської руки. Горе тому, хто мені її протягне!».
Химера совісті (Пісня 2, Епізод 15)
Іноді вшівокудрий Мальдорор раптом завмирає і насторожено вдивляється в небесний бірюзовий полог — глузливе улюлюкання якоїсь невидимої примари здається йому десь поруч. Він здригається, він хапається за голову, бо то глас його совісті. Мальдорор: «Я, той самий Мальдорор, хто одного разу, в достопам'ятний для Творця день, скинув небесні аннали, осквернені мерзенно брехнею про мниме Його всесилля та безсмертя; хто впився йому в пахви своїми щупальцями на чотирьохстах присосках, так що він зайшовся страшним криком. Я пильно стежу за ним. І нехай не посилає на землю совість з її тортурами. Я навчив людей, як легко справлятися з нею. Можливо, вони ще не встигли досягти успіху в цьому мистецтві, але для мене, як тобі повинно бути відомо, совість — не більш велика перешкода, ніж солома, якою грає вітер. Така ж дрібниця».